# Stéphanette Martelet
Stéphanette Martelet est une actrice française. Elle est notamment connue pour son rôle de Miss Moore dans la série télévisée Hero Corp.

## Biographie
Après des études d’œnologie et de communication, Stéphanette Martelet se forme à l’école d’art dramatique PERIMONY de 2003 à 2005. À sa sortie d’école, elle rêve de rôles dramatiques mais sera vite happée par la comédie, au théâtre et à la télévision. Elle sera Miss Moore dans la série Hero Corp réalisée par Simon Astier.
« je ne comprenais pas pourquoi on me proposait des rôles comiques. Je n’avais aucune idée de ce qui pouvait être drôle chez moi et je voulais toucher, émouvoir. C’est peut être parce que j’ai abordé les comédies comme cela que cela marchait. Maintenant j’adore ça, et je ne me pose plus ces questions » (LDD 07/2014)
Elle assouvira son désir de drames dans de nombreux courts métrages dont « La conditionnelle » de Bénédicte Mathieu, « Love » de Sophie Chamoux ainsi qu’à la télévision (« L’abolition » de Jean-Daniel Verhaeghe).
Elle est également comédienne de théâtre, fidèle depuis 15 ans[Quand ?] à la compagnie normande « ça s’peut pas » et auprès d’autres productions.

## Filmographie

### Télévision
- 2010-2017 : Hero Corp : Miss Moore, assistante de Neil Mac Kormack (principale à partir de la saison 3)
- 2016 : Dalen (pilote) - Vincent Dos Reis
- 2011 : Le Prix à payer - Jérôme Aras
- 2010 : Aldo & Béné - Karine Hazan
- 2011 : Doc Martin -  Stéphane Clavier
- 2009 : L'Abolition - Jean-Daniel Verhaeghe
- 2007-2009 : Reporters (saisons 1 & 2) - Gilles Bannier

### Courts-Métrages
- Elles ou moi - PH Debiès - Elle
- Punishment / Reward - Mara Jelinko
- Think double, triple, always, too much, never - Arja Kärkkäinen - (expérimental)
- With a chord - Jerker Beckman - (expérimental)
- Charmant deux pièces Paris 18 - PH Debiès
- Love - Sophie Chamoux
- Là bas - Pascal Marc
- Zéro Six - Vincent Dos Reis
- Quelques ecchymoses - Carl Lionnet
- Happy Condom - Sophie Chamoux
- L'embardée - Vincent Arnaud
- Soir de Match - Pascal Marc
- Loin de nous la sagesse - Eva Poirier
- La page manquante - Rodolphe Bonnet
- La conditionnelle - Bénédice Mathieu
- Roches Rouges - Rodolphe Bonnet
- So cute - Camille Clément
- Le jeu de dames - Irene de Lucas
- 90-2000 - Axel Pazuki
- Spectacle solitaire - Gabriel Reyes
- Peut être à cause du vent - Yu Chun Chan

### Clips vidéo
- 2011 : Jel Look Up : Adèle Miossec
- 2012 : Kelli Scarr Phoenicia, Dangling teeth : Martin Schuliaquer

## Théâtre
- Les reliquats - David Arribe
- Papiers d'Arménie ou sans retour possible (Caroline Safarian) de Sévane Sybesma. Finaliste concours Théâtre 13 - 2014)
- Séjour (Pierre Vigne) de Camille Pawlotsky
- One two tri (S. Martelet et M. Cellier) de Stéphane Duclot
- Garbage Land (Mélanie Cellier) de Camille Pawlotsky
- Monsieur de Pourceaugnac (Molière) de Thomas Zaghedoud
- Les Exp'air (M. Cellier / S. Martelet) de Camille Pawlotsky
- Talk to me (Dimitri Klockenbring) de Dimitri Klockenbring
- Eaudyssée (Mélanie Cellier) de Camille Pawlotsky
- 364 de Camille Pawlotsky
- Les nuits blanches (Fiodor Dostoïevski) de Stéphane Leguay
- À qui ma femme ? (Georges Feydeau) de Steve Riccard
- Le songe d'une nuit d'été (en anglais) (William Shakespeare) de Sophie Tonneau
- Festival Hedinburgh
- Le mot de Cambronne (Sacha Guitry) de Gaël Albespy
- Théâtre Forum (Cie ça s'peut pas)